# Амія мулова
А́мія мулова (Amia calva) — вид риб, один з двох сучасних представників ряду кісткових ганоїдів, які в мезозої були панівною групою риб.

## Еволюція
Амієві риби (у широкому розумінні — загін амієподібні) з'явилися у тріасовому періоді у північній частині суперконтиненту Пангея. Їхні найдавніші рештки описані з середнього тріасу Китаю (Guizhouamia bellula) і датуються віком приблизно 240 мільйонів років.
Тріасова і юрська історія амієвих, як і більшості інших груп тварин, відома погано через прогалини у геологічному літописі. Місцеперебування цього віку поодинокі, але треба відзначити, що залишків амієві риб в них чимало. У Красноярському краї недалеко від міста Шарипово знаходиться багате місцеперебування юрських хребетних. Основна маса залишків належить прісноводним черепахам і рибам: палеоніскам і амієвим. Хребці амієві за розмірами й формою нагадують шоколадні колечка для сніданку, вони сотнями розкидані по відвалах сірої глини. Сибірські амієві були великими рибами, розміром з судака. Також амієві знаходять у відкладеннях першої половини юрського періоду у Західній Європі та США. Величезний ареал і велике число залишків вказують на процвітання і численність цих риб.
Ситуація з місцеперебування кінця юрського періоду вже краще — стає більше і знахідок амієві. В одному лише Золенгофене (Solnhofen), звідки у тому числі відбуваються відбитки археоптерикса, знайдено кілька родів амієві риб. Залишки амієвих зустрічаються у Франції та Португалії, знову з'являються у Китаї, проте пропадають з Північної Америки.
У крейдяному періоді стан геологічного літопису стає кращим — число місцеперебування збільшується. Це позначилося й на вивченості амієвих. Їхні скам'янілості відомі з десятків місцеперебувань, розкиданих по всій Північній півкулі. Кістки та відбитки знаходять у Західній Європі, Північній Америці, Узбекистані, Китаї, Японії, Кореї, Палестині. Вони з'являються й в Південній півкулі: Аргентині та Бразилії, а також у Західній Африці (Марокко і Нігер). Кілька років тому палеонтологи склали статистику викопних решток для пізньокрейдових місцеперебувань формації Гелл-Крік (Hell Creek — «пекельний струмок») у США. У колекції налічувалося 10 124 зразки, які належали 42 таксонам хребетних (у тому числі тиранозавра). Чверть всіх залишків була від амієвих.
Амієві успішно пережили масове вимирання кінця крейдяного періоду. Хоча після цього, у палеоцені, їх стало менше. Цілком ймовірно, ситуація знову пов'язана з прогалинами геологічного літопису. У наступну епоху — в еоцені — їх так само багато, як і в крейдяному періоді. У міоцені (23 мільйони років тому) починається захід амієвих, їхній склад скорочується до одного виду, а ареал — до східного узбережжя Північної Америки, де вони живуть досі.
На сьогодні історія амієві риб охоплює 240 мільйонів років, причому весь цей час вони показували разючу консервативність і не блищали різноманітністю, але їхня життєва стратегія явно виявилася виграшною. Зараз описано близько п'ятнадцяти пологів в складі приблизно тридцяти видів. Форма тіла і зубні ряди у них дуже одноманітні, який говорить про одноманітний спосіб життя і фізіологію.

## Історія відкриття виду
Єдиний сучасний вид був описаний Карлом Ліннеєм у XVIII столітті.
В кінці XIX століття комісія штату Нью-Йорк по полювання та рибальства запропонувала художнику Шерманові Дентону (Sherman Denton) велике замовлення. Державній службі хотілося прикрасити свої щорічні звіти малюнками риб, які плавають в водах Північної Америки. Протягом декількох років Дентон намалював безліч акварелей, за якими надрукували близько ста хромолітографій. Вони відразу стали класикою і досі мають попит у колекціонерів. На малюнках серед щук, форелі й окунів була зображена риба амія (Amia calva). Вгорі — самка, внизу — самець. Вже за часів Дентона знали, що амія була сучасниці динозаврів.

## Опис виду
Довжина тіла самців 60—70 сантиметрів, самиць — близько 1 метра.
Дихає зябрами, але за допомогою плавального міхура використовує й атмосферне повітря, завдяки чому може деякий час жити без води. Самиця відкладає ікру в гніздо, яке самець влаштовує серед водяних рослин. Він же доглядає молодь. Живиться безхребетними та рибою.

## Поширення
Живе в прісних водоймах Північної Америки. Амія населяє головним чином заболочені, зарослі травою заплави й озера США і Канади, які бідні киснем і непридатні для більшості інших риб.

## Живлення
Хижак. Основу харчування амій складають раки. Розкусити панцир непросто, і в амій сформувалися дуже потужні щелепи.

## Господарське значення
Промислового значення амія майже не має.